# 蒿叶猪毛菜
蒿叶猪毛菜（学名：Salsola abrotanoides）是苋科猪毛菜属的植物。分布在蒙古以及中国大陆的青海、甘肃、新疆等地，生长于海拔1,900米至3,800米的地区，多生在山坡、山麓洪积扇及多砾石河滩，目前尚未由人工引种栽培。